# Реггетон
Реггетон (ісп. reguetón) — музичний стиль і танець, що виник в Панамі та Пуерто-Рико під впливом регі, денсхола та хіп-хопу, і отримав широке розповсюдження в латиноамериканських країнах Карибського басейну, а також серед латиноамериканців, які проживають у США.